# Tempestade tropical Alice (1953)
A tempestade tropical Alice foi o primeiro ciclone tropical do Oceano Atlântico a receber um nome feminino. Foi um raro ciclone tropical fora de temporada no final de maio até o início de junho de 1953, que atingiu a América Central, Cuba e Flórida. Alice formou-se em 25 de maio no oeste do Caribe e executou um grande loop na América Central. Ele passou pelo oeste de Cuba, causando fortes chuvas e possivelmente várias vítimas por afogamento. Em seguida, executou outro loop no Golfo do México, alcançando uma intensidade de pico de 110 km/h (70 mph), e enfraqueceu antes de atingir o Panhandle da Flórida em 6 de junho. Embora tenham ocorrido fortes chuvas na Flórida, houve poucos danos.

## História meteorológica
Em maio e junho de 1953, uma baixa de nível superior de longa duração incomum persistiu no México e na América Central. Em 25 de maio, uma fraca circulação de superfície de núcleo quente desenvolveu-se a leste da Nicarágua. Ele se moveu ao redor da baixa de nível superior, trazendo-o para o Noroeste e depois fazendo um loop para o Sul através de Honduras e América Central. O sistema enfraqueceu por terra, mas voltou a se intensificar no Oeste do Mar do Caribe, movendo-se sobre o Oeste de Cuba como uma tempestade tropical com ventos de 80 km/h (50 mph) em 31 de maio. Os alertas para Alice não começaram até 1 de junho, quando a tempestade entrou no Golfo do México.
Na época em que o ciclone foi batizado, aeronaves de reconhecimento relataram ventos de cerca de 105 km/h (65 mph), e subsequentemente Alice executou outro loop ao largo da costa noroeste de Cuba. Alice enfraqueceu rapidamente para o status de tempestade tropical mínima, devido à interação com uma frente fria na Flórida. Ele se deteriorou tanto que os avisos foram interrompidos, com o meteorologista do Miami Weather Bureau, James George, observando que "nenhum perigo [existia] de forma alguma". Depois de passar novamente perto da costa cubana, Alice virou para o noroeste e começou a se fortalecer. Em 5 de junho, aeronaves de reconhecimento estimaram os ventos a 110 a 120 km/h com breves rajadas a Nordeste do centro, junto com uma pressão de 997 hPa (29.4 inHg); este seria seu pico de intensidade. A tempestade enfraqueceu novamente ao se aproximar da península da Flórida, e Alice atingiu a costa a Oeste de Panama City Beach em 6 de junho como uma tempestade tropical mínima. Ele se dissipou logo em seguida.

## Impacto e registos

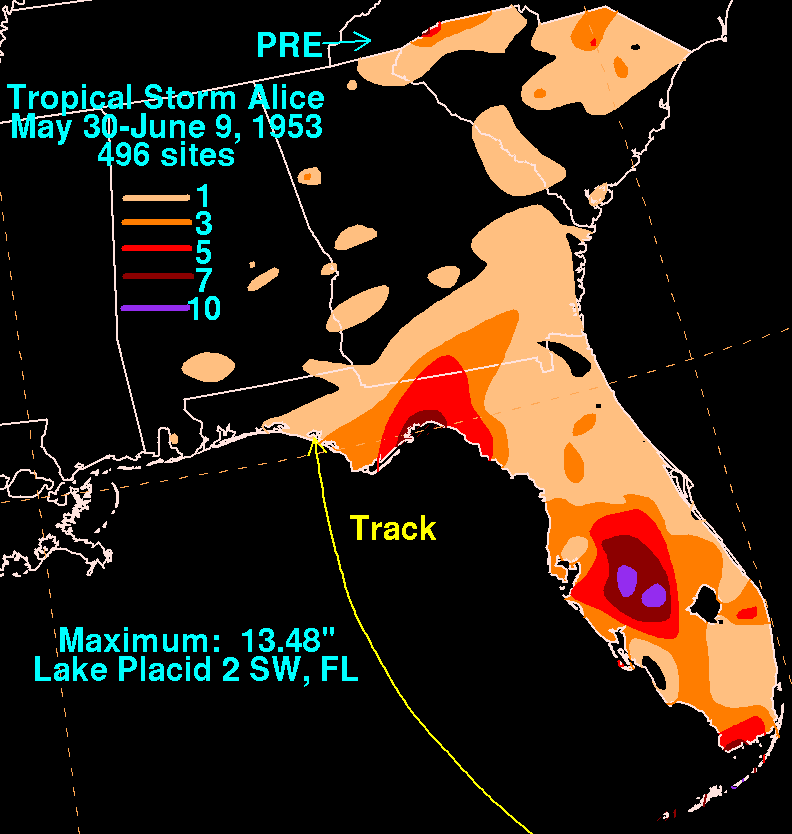
Precipitação total de tempestade para Alice

Enquanto a tempestade estava nas proximidades do oeste de Cuba, ela produziu fortes chuvas, que interromperam uma seca de nove meses. A chuva causou inundações e houve relatos não confirmados de várias mortes por afogamento.
Quando os primeiros avisos sobre a tempestade começaram, o National Hurricane Center emitiu avisos de tempestade de Key West até Tarpon Springs, na costa oeste da Flórida; ao mesmo tempo, a agência publicou avisos de pequenas embarcações para a costa leste em Palm Beach. Alice trouxe fortes chuvas para a Flórida, com pico de 342 mm (13.48 in) em Lake Placid na porção central do estado. As chuvas acabaram com um período de seca no estado. Ao longo do pântano da Flórida, trabalhadores amarraram aviões em bases locais da Força Aérea e Naval. Nenhuma evacuação foi ordenada e o impacto principal foi na forma de chuva leve. Não houve relatos de danos no estado.
De 1950 a 1952, os furacões do Atlântico foram nomeados usando o Alfabeto Fonético Conjunto Exército/Marinha. Antes da temporada de 1953, os funcionários mudaram o sistema para usar nomes femininos; portanto, Alice foi a primeira no novo formato. Nomes masculinos não seriam usados até 1979. O nome "Alice" foi posteriormente reutilizado duas vezes em 1954 para um furacão em junho e dezembro, bem como para um furacão em 1973.